# フランス音楽祭発煙筒投擲事件
フランス音楽祭発煙筒投擲事件（フランスおんがくさいはつえんとうとうてきじけん）は1982年（昭和57年）4月15日午後4時45分頃、右翼団体新生アジア青年集団奇兵隊長の前村誠が東京都中央区の三越ロイヤルシアターで開かれていた「フランス音楽祭」で緊急保安発煙筒を投げ込み、妨害した事件。

## 概要
動機は、フランスが第三世界に対し武器を輸出していることである。「フランス音楽祭」は当時のフランソワ・ミッテランフランス大統領の訪日を記念して行われたものであった。
犯人の前村は舞台と客席に2本の発煙筒を投げ、音楽祭を中断させた。
前村は同年6月21日に東京地方裁判所から懲役1年、執行猶予3年の判決を受けた。